# Heteronebo bermudezi
Espèce
Synonymes
- Diplocentrus bermudezi Moreno, 1938

Heteronebo bermudezi est une espèce de scorpions de la famille des Diplocentridae.

## Distribution
Cette espèce est endémique de Cuba. Elle se rencontre dans la province de Pinar del Río et la municipalité spéciale de l'Île de la Jeunesse.

## Description
Les femelles décrites par Francke en 1978 mesurent 30,05 mm et 31,10 mm.

## Systématique et taxinomie
Cette espèce a été décrite sous le protonyme Diplocentrus bermudezi par Moreno en 1938. Elle est placée dans le genre Heteronebo par Francke en 1978.
Heteronebo bermudezi morenoi est élevée au rang d'espèce par Teruel et Rodríguez-Cabrera en 2017.

## Étymologie
Cette espèce est nommée en l'honneur de P. J. Bermúdez.

## Publication originale
- Moreno, 1938 : Contribución al estudio de los escorpiónidos cubanos. Parte I. Superfamilia Scorpionoidea. Memorias de la Sociedad Cubana de Historia Natural, vol. 12, no 3, p. 191–202.